# Lucas Rougeaux
Lucas Rougeaux (Grasse, 10 marzo 1994) è un ex calciatore francese, di ruolo difensore.

## Caratteristiche tecniche
È un difensore centrale.

## Carriera
Cresciuto nelle giovanili del Nizza, ha esordito il 12 maggio 2013 in occasione del match perso 4-0 contro l'Évian TG.

## Statistiche

### Presenze e reti nei club
Statistiche aggiornate al 6 gennaio 2017.
| Stagione        | Squadra           | Campionato      | Campionato | Campionato | Coppe nazionali | Coppe nazionali | Coppe nazionali | Coppe continentali | Coppe continentali | Coppe continentali | Altre coppe | Altre coppe | Altre coppe | Totale | Totale | Totale |
| Stagione        | Squadra           | Comp            | Pres       | Reti       | Comp            | Pres            | Reti            | Comp               | Pres               | Reti               | Comp        | Pres        | Reti        | Pres   | Reti   |        |
| --------------- | ----------------- | --------------- | ---------- | ---------- | --------------- | --------------- | --------------- | ------------------ | ------------------ | ------------------ | ----------- | ----------- | ----------- | ------ | ------ | ------ |
| 2012-2013       | Nizza 2           | CFA2            | 18         | 1          |                 | -               | -               |                    | -                  | -                  |             | -           | -           | 18     | 1      |        |
| 2013-2014       | Nizza 2           | CFA             | 18         | 2          |                 | -               | -               |                    | -                  | -                  |             | -           | -           | 18     | 2      |        |
| Totale Nizza 2  | Totale Nizza 2    | Totale Nizza 2  | 36         | 3          |                 | -               | -               |                    | -                  | -                  |             | -           | -           | 36     | 3      |        |
| 2012-2013       | Nizza             | L1              | 1          | 0          | CF+CdL          | 0               | 0               | UEL                | 0                  | 0                  |             | -           | -           | 1      | 0      |        |
| 2014-2015       | Fréjus St-Raphaël | N               | 23         | 2          | CF              | 1               | 0               |                    | -                  | -                  |             | -           | -           | 24     | 2      |        |
| 2015-2016       | Boulogne 2        | CFA2            | 5          | 0          |                 | -               | -               |                    | -                  | -                  |             | -           | -           | 5      | 0      |        |
| 2015-2016       | Boulogne          | N               | 12         | 0          | CF              | 2               | 0               |                    | -                  | -                  |             | -           | -           | 14     | 0      |        |
| 2016-2017       | Kortrijk          | D1              | 6+7        | 0          | CB              | 1               | 0               |                    | -                  | -                  |             | -           | -           | 14     | 0      |        |
| 2017-2018       | Kortrijk          | D1              | 18         | 0          | CB              | 5               | 3               |                    | -                  | -                  |             | -           | -           | 23     | 3      |        |
| Totale carriera | Totale carriera   | Totale carriera | 108        | 5          |                 | 9               | 3               |                    | 0                  | 0                  |             | -           | -           | 117    | 8      |        |